# Calf Point
Der Calf Point (englisch für Kalblandspitze) ist eine Landspitze an der Pennell-Küste des ostantarktischen Viktorialands. Am Westufer der Robertson Bay markiert sie westlich des Penelope Point die östliche Begrenzung der Mündung des Nielsen-Gletschers.
Die vom britischen Polarforscher Victor Campbell geleitete Nordgruppe der Terra-Nova-Expedition (1910–1913) kartierte die Formation. Sie benannten sie nach der großen Zahl von Robbenkälbern, die sie hier antrafen.